# (34507) 2000 SE174
2000 SE174 (asteroide 34507) é um asteroide da cintura principal. Possui uma excentricidade de 0.12796740 e uma inclinação de 13.45001º.
Este asteroide foi descoberto no dia 28 de setembro de 2000 por LINEAR em Socorro.